# Antonio Ristewski
Antonio Ristewski, mk. Антонио Ристевски  (ur. 19 maja 1989 w Skopju) – macedoński narciarz alpejski, olimpijczyk. Wystąpił w igrzyskach olimpijskich w 2010 roku, w Vancouver, w Zimowych Igrzyskach Olimpijskich w 2014 roku w Soczi oraz w Zimowych Igrzyskach Olimpijskich w Pjongczangu w 2018. Nie zdobył żadnych medali.

## Zimowe Igrzyska Olimpijskie 2010 w Vancouver
| Konkurencja   | Eliminacje | Eliminacje | Finał   | Finał   | Klas. końcowa | Klas. końcowa |
| Konkurencja   | Czas       | Miejsce    | Czas    | Miejsce | Czas          | Miejsce       |
| ------------- | ---------- | ---------- | ------- | ------- | ------------- | ------------- |
| slalom gigant | 1:24.29    | 55.        | 1:27.61 | 53.     | 2:51.90       | 53.           |
| slalom        | AC         | DNF        | -       | -       | AC            | DNF           |